# Koen Bijen
Koen Bijen né le 27 juillet 1998 à Leyde, est un joueur de hockey sur gazon néerlandais. Il évolue au poste d'attaquant au HC 's-Hertogenbosch et avec l'équipe nationale néerlandaise,.

## Carrière
Il a fait ses débuts en équipe première le 26 novembre 2021 à Amsterdam contre la Belgique lors de la Ligue professionnelle 2021-2022.

## Palmarès
- : 3e à l'Euro U21 en 2019.
- : 1re à la Ligue professionnelle 2021-2022.